# 3526 Jeffbell
A 3526 Jeffbell (ideiglenes jelöléssel 1984 CN) a Naprendszer kisbolygóövében található aszteroida. Edward L. G. Bowell fedezte fel 1984. február 5-én.